# Gisela Morón Rovira
Gisela Morón Rovira (Barcelona, 25 de gener de 1976) és una nedadora de natació sincronitzada catalana, guanyadora d'una medalla olímpica.
Es va formar en el Club Natació Kallipolis. Formà part de l'equip de natació sincronitzada que guanyà tots el títols catalans i espanyols fins al començament del segle xxi. Va participar en els Jocs Olímpics d'Estiu de 2008 realitzats a Pequín (República Popular de la Xina), on va guanyar la medalla de plata en la prova per equips.
Al llarg de la seva carrera ha guanyat 4 medalles en el Campionat del Món de natació, una medalla d'or a Roma 2009, una medalla de plata, a Melbourne 2007 i dues medalles de bronze, a Mont-real 2005 i a Melbourne 2007; i 5 medalles en el Campionat d'Europa de natació, entre les quals dues medalles d'or i tres medalles de plata, a Madrid 2004, Budapest 2006 i Eindhoven 2008.
Va rebre la placa d'or del Reial Orde del Mèrit Esportiu i la medalla d'or de la Reial Federació Espanyola de Natació. Un cop retirada de la competició, ha treballat com a entrenadora i assessora per a diferents clubs dins de la natació sincronitzada, i com a directora tècnica de Natació artística dins de la Federació Catalana de Natació.